# Boor (gereedschap)

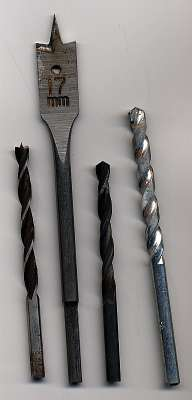
Diverse boren. Van links naar rechts:
Houtspiraalboor
Speedboor (houtboor)
Metaalspiraalboor
Steenboor

Een boor is een hulpstuk dat geplaatst kan worden in een daartoe geschikte boorhouder van een boormachine en door middel van een draaiende en/of kloppende beweging ronde gaten kan aanbrengen in diverse materialen zoals hout, metaal, steen, beton of glas. Verwarrend genoeg wordt een boormachine vaak ook 'boor' genoemd.

## Kenmerken
Alle boren zijn voorzien van een schacht en een kop. De kop voert de verspanende bewerking uit; met de schacht wordt de boor in de boorhouder van de machine geplaatst. De schacht kan rond zijn maar ook afgevlakt, zeshoekig of vierkant, om slippen te voorkomen. De boor kan geplaatst worden in een vast opgestelde boormachine (tafelboormachine, kolomboormachine) of in een, meestal elektrisch aangedreven, handboormachine. Er zijn ook handmatig aangedreven 'boorapparaten', doorgaans handboor genoemd, zoals de booromslag of de fretboor. Een klopboormachine en een boorhamer hebben naast de ronddraaiende beweging nog een toegevoegde hamerende beweging die kan worden gebruikt om het boren in steen en beton te vereenvoudigen.
Het toelaatbare toerental van een boor is afhankelijk van de diameter van de boor, de materiaalsoort van de boor en de materiaalsoort van het werkstuk. Men kan als vuistregel aanhouden dat hoe dunner het boortje is, des de hoger de draaisnelheid mag zijn en hoe harder het materiaal is, hoe lager de snelheid moet zijn.
Er zijn vele soorten boren verkrijgbaar, met veel verschillende diameters. Men onderscheidt houtboren, metaalboren en boren voor steenachtig materiaal, zoals steenboren en betonboren. Ook zijn er speciale boren voor glas.

## Boren in hout
Hout en uit hout samengestelde plaatmaterialen kan men, ook bij grote diameters, meestal makkelijk boren. Massief hout kan bij het boren aan de oppervlakte gemakkelijk splinteren. Op een enkele uitzondering na dient met hoge snelheid geboord te worden, liefst met een boor met centreerpunt en voorsnijder. Boren die gemaakt zijn voor boren in hout zijn ook geschikt voor sommige andere materialen zoals kunststoffen. Hierin wordt met lagere snelheid geboord om smelten of verbranden te voorkomen.
Veel gebruikte houtboren zijn:
- Houtspiraalboor; meestal voorzien van centreerpunt en voorsnijders. Bij het boren wordt eerst langzaam gecentreerd, daarna kan de snelheid opgevoerd worden.
- Speedboor: een vlakke boor met centreerpunt, ontworpen om met hoge snelheid te boren. De inspanschacht is afgevlakt om slippen in de boorhouder te voorkomen. Bij het boren van doorgaande gaten verkrijgt men het beste resultaat als men stopt men met boren zodra de centreerpunt aan de andere kant tevoorschijn komt, en vervolgens het laatste stukje vanaf de andere kant verder boort. Voor diepe gaten zijn verlengstukken verkrijgbaar.
- Avegaar; ook wel slangeboor genoemd, is bij uitstek geschikt voor het boren van diepe, zuiver ronde gaten. Boor met lage snelheid. De schroefvormige centreerpunt 'trekt' de boor in het hout.
- Forstner- of cilinderboor; voor het boren van ondiepe, zuiver ronde gaten met een vlakke bodem, bijvoorbeeld om een keukenkastscharnier in een kastdeur te kunnen verzinken. Boor met hoge snelheid en veel druk. Ook verkrijgbaar met hardmetalen snijkanten.
- Gatenzaag (ook wel 'zeven-gatenzaag' genoemd) is een set bestaande uit een aantal uitneembare circulaire zaagbladen van verschillende diameters. Er zijn ook gatenzagen met vaste diameter in verschillende maten verkrijgbaar, evenals verstelbare gatenzagen waarbij men kleine zaagbladen naar binnen en buiten kan verschuiven. Gatenzagen maken weliswaar gaten maar zijn goedbeschouwd geen boren, omdat ze niet alle materiaal uit het gemaakte gat verspanen. Ze worden gebruikt voor gaten met grote diameter in relatief dunne materialen. Belangrijk is dat bij de aanzet alle tanden tegelijkertijd het materiaaloppervlak raken.

## Boren in metaal
Er zijn heel zachte metalen (zoals lood) en zeer harde (bijvoorbeeld gereedschapsstaal). Elke metaalsoort stelt zijn eigen eisen aan de boor en boorsnelheid. Gebruik van koelvloeistof bevordert de snijcapaciteit van de boor en vergroot zijn levensduur. Zachte metalen die bovendien warmte goed geleiden zoals messing, lood, zink en aluminium kunnen zonder koelen geboord worden. Het gebruik van een boorstandaard waarin het werkstuk wordt vastgeklemd vergemakkelijkt het werk. Met een centerpons slaat men eerst een 'putje' voor houvast. Bij grote diameters wordt eerst voorgeboord.
Metaalboren voor gebruik in zeer hard of taai materiaal worden vaak voorzien van een speciale coating, bijvoorbeeld het gele titaniumnitride (TiN) of het grijze titanium aluminium nitride (TiAlN).
Veel gebruikte metaalboren zijn:
- Metaalspiraalboor: deze zijn verkrijgbaar in de kwaliteiten WS (werktuigstaal) en HSS (high speed steel). HSS-boren zijn sterker en gaan langer mee. De metaalspiraalboor is geen houtboor, maar vooral in hard hout ook goed bruikbaar.
- Verzink- of souvereinboor; gebruikt men om een boorgat zodanig te bewerken dat schroeven met platte of lenskop verzonken gemonteerd kunnen worden.
- Conische boor; wordt meestal gebruikt voor het boren van relatief grote gaten in dunne metaalplaten. Naarmate de boor dieper in het materiaal komt, wordt de diameter van het gat groter. Deze traploze boren zijn verkrijgbaar in verschillende maten.
- Trapboor; de toepassing is gelijk aan conische boor. Deze boren zijn verkrijgbaar in een beperkt aantal vaste diameters. Trapsgewijs kan in één gang, zonder voor te boren, de gewenste diameter worden bereikt. Ze zijn verkrijgbaar in verschillende maten.
- Centerboor; een speciale korte en zeer stijve boor die bedoeld is om gaten voor te boren.

## Boren in steenachtig materiaal
Er zijn vrij zachte steensoorten, maar ook keihard beton en graniet. Voor het boren in deze materialen gebruikt men doorgaans een steenboor, betonboor of een universele (steen/beton)boor. Hoe harder de steen, hoe omzichtiger men moet boren. Los het boorgruis regelmatig door de boor terug te trekken. Steen- en betonboren worden vaak gebruikt in combinatie met een boorhamer. Hiermee kan voldoende kracht worden gezet om in steen- of beton te boren.
Veel gebruikte boren in steenachtig materiaal zijn:
- Steenboor, voorzien van een hardmetalen snijplaat met een scherpe snijkant. Een steenboor werkt niet goed in beton of harde natuursteen.
- Betonboor, heeft een hardmetalen snijplaat met een stompe snijkant, zodat deze het materiaal kan verbrijzelen. Een betonboor kan zowel steen als beton en natuursteen aan.
- Kroonboor; wordt ook wel dozenboor genoemd. Dit is een boor met buisvormige, aangelaste of opgeschroefde kop, met ringvormig geplaatste snijtanden. Deze wordt gebruikt voor het maken van leidingdoorvoeren met een grote diameter en voor gaten voor las-, centraal- en montage-dozen ten behoeve van de elektrische installatie. Goedbeschouwd is dit geen boor maar een gatenzaag.
- Carbide grit gatzaag; een gatzaag voor steen, tegels en plavuizen. Deze zaag heeft geen tanden, maar snijdt met hardmetaalkorrels.

## Boren in glas
De meeste boren zijn spiraalboren, maar glasboren zijn daarop een uitzondering. Ze bestaan doorgaans uit een hardmetalen wigvormig plaatje aan een kale as. Glasboren gebeurt met zeer lage snelheid. Het glas kan hierbij het beste op een goed vlakke en zachte ondergrond liggen. Eventueel kan voor smering en koeling terpentine gebruikt worden. Dit wordt met een doseerspuitje regelmatig aangebracht op de boorplaats. Indien mogelijk kan men van stopverf of klei een kuipje rond de boorplaats maken en daar wat terpentine in gieten. De boor blijft dan 'gesmeerd' lopen.

## Diverse
- De boor van de tandarts is feitelijk een frees.
- Boren worden los geleverd, maar ook vaak in een set; gangbare sets (voor hout of voor metaal) bestaan uit boren tussen de 1 en de 13 mm, in stappen van 0,5 mm, maar er zijn ook sets met boren die met 0,1 mm oplopen.
- De materialen waaruit boren worden vervaardigd verschillen afhankelijk van het te boren materiaal en de boorsnelheid.
- Een drilboor is een met perslucht aangedreven boormachine.
- Met een (hand)grondboor kan men een rond gat in de grond boren, bedoeld voor bijvoorbeeld een paal.
- Boortorens maken gebruik van boorstangen voorzien van een boorkop om bijvoorbeeld gas- of olieboringen uit te voeren.
- Voor het aanleggen van tunnels maakt men soms gebruik van een tunnelboormachine: een enorme boor met een doorsnede van vele meters.
- Er bestaan zogenaamde vierkante gatenboren, maar feitelijk zijn dit geen boren in normale zin. Het zijn houtboren in een vierkante koker van 4 Insteekbeitels aan elkaar gelast. De beitels snijden de hoeken uit als die door het materiaal gedreven wordt. De houtboor verwijdert het materiaal. Er zijn op deze wijze ook andere gaten te 'boren', zoals zeskantige.